# Felipe Achondo
Felipe Achondo es un ingeniero comercial, empresario y dirigente chileno.

## Biografía
Fue jugador en las divisiones inferiores del Universidad Católica, junto a su hermano Raimundo Achondo, que sí llegó a ser futbolista profesional. Estudió ingeniería comercial en la Universidad Diego Portales. Posteriormente entró en el mundo empresarial, teniendo una vasta experiencia en empresas de distintos rubros. Hasta el año 2005 se desempeñó como subgerente de finanzas de Farmacias Ahumada. 
En diciembre de ese año es designado por el presidente del Club Deportivo Universidad Católica, Jorge O'Ryan, como nuevo presidente de la rama de fútbol de la Universidad Católica, cargo que asumiría en enero del año 2006, en reemplazo de Andrés Tupper. Su labor no fue sencilla, ya que el club venía de campeonar en el Torneo de Clausura 2005. 
La Universidad Católica tuvo una irregular campaña ese año 2006, quedando eliminada en ambos torneos de ese año en cuartos de final. Producto de esto, Felipe Achondo le tuvo que pedir la renuncia al técnico Jorge Pellicer, contratando para el año 2007 al peruano José Guillermo del Solar. Con José Guillermo del Solar, la Universidad Católica logró el subcampeonato del Torneo de Apertura 2007, perdiendo la corona ante Colo-Colo. Tras esto, José Guillermo del Solar emigra a hacerse cargo de la Selección de fútbol de Perú, y Felipe Achondo contrata a Fernando Carvallo como nuevo entrenador. Con Fernando Carvallo, la Universidad Católica es eliminada en cuartos de final en el Torneo de Clausura 2007 y Torneo de Apertura 2008. Pese a esto, clasifica a la Copa Libertadores 2008 y la Copa Sudamericana 2008. Tras la eliminación de la Universidad Católica en este último torneo, Fernando Carvallo renuncia, y Felipe Achondo deja como técnico interino para el resto del campeonato al ídolo cruzado Mario Lepe, quien no pudo evitar que el equipo quedara eliminado en la Copa Chile 2008 y en el Torneo de Clausura 2008, nuevamente en cuartos de final. Para el año 2009, Felipe Achondo anunció la llegada de Marco Antonio Figueroa como nuevo director técnico de la Universidad Católica, con el cual el club llegó a las semifinales del Torneo de Apertura 2009.